# 喬治·科奧茲
喬治·西爾維斯特·科奧茲（George Sylvester Counts，1889年12月9日—1974年11月10日）是一位美國教育理論家，也是約翰·杜威提倡之進步主義教育的早期支持者。科奧茲在進步主義教育理論基礎上，進一步提倡社會重建主義（Social Reconstructionism）教育，認為教育體制負有改進人類社會的責任；這使他成為20世紀美國進步主義教育運動最具爭議的理論家，因為後者提倡教育應以兒童為中心，並秉持科學主義精神，不應灌輸特定意識形態。
科奧茲一生都積極投入政治活動，希望實踐其社會改造理想，曾任美國教師聯盟主席、創立紐約自由黨，並投入美國參議院議員選舉，但未當選。他亦積極著述，發表許多論文和29本專著，被後世視為批判教育學的先驅。

## 生平

### 早期經歷
科奧茲的第一個教育職務是在1916年至1918年間主持德拉瓦學院（Delaware College，今德拉瓦大學）教育學系，1918年時於哈里斯教師學院（Harris Teachers College，今哈里斯-斯托州立大學）取得教授職位。其後，科奧茲先後任教於華盛頓大學（1919年）和耶魯大學（1920年）。1924年與傑孟（J. Crosby Chapman）共同出版《教育原理》（The Principles of Education），其時科奧茲受約翰·杜威進步主義教育中「以學生為中心的學習」影響甚深，《教育原理》一書便以此概念為假設性教育原則。
1926年，科奧茲返回母校芝加哥大學任教；隔年在哥倫比亞大學教育學院獲得終身教職，直到1955年被迫退休前，都在該校任教。1971年，科奧茲出版《美國邁向文化之路》（The American Road to Culture），以全球視野檢視教育體制，並於此書提出美國教育體制的10項關鍵概念，論及個人成功、國家團結等。